# Alvin Sanders
Alvin Lee Sanders (* 16. März 1952 in Oakland, Kalifornien) ist ein US-amerikanisch-kanadischer Schauspieler und Synchronsprecher. Derzeit ist er Mitglied des Vorstands der „Union of BC Performers“. Er wirkte vor allem in verschiedenen Weihnachtsfilmen mit.

## Leben
Sanders wurde am 16. März 1952 in Oakland geboren. Sein Filmschauspieldebüt gab er 1985 im Fernsehfilm Die feindlichen Zwillinge. Einem breiten Publikum wurde er durch seine Rolle des Pop Tate in der Fernsehserie Riverdale bekannt, die er zwischen 2017 und 2023 in insgesamt 71 Episoden darstellte. Von 2021 bis 2022 spielte er die Rolle Lewis Thompson des in der Fernsehserie Resident Alien.
Als Synchronsprecher war er unter anderen in Animes wie EscaFlowne, Dragon Ball Z, Inu Yasha, Transformers: Armada und Transformers: Superlink zu hören.

## Filmografie (Auswahl)
- 1985: Die feindlichen Zwillinge (Brotherly Love, Fernsehfilm)
- 1986: Ein toller Hund (Spot Marks the X, Fernsehfilm)
- 1990: Short Time – Nichts als Ärger mit dem Kamikaze-Cop (Short Time)
- 1991: Nur die See kennt die Wahrheit (And the Sea Will Tell, Fernsehfilm)
- 1995: Cyberjack
- 1999: The Order – Kameradschaft des Terrors (Brotherhood of Murder, Fernsehfilm)
- 2000: Sommer der Freundschaft (A Storm in Summer, Fernsehfilm)
- 2000: Zum Leben erweckt (Life-Size, Fernsehfilm)
- 2000: Romeo Must Die
- 2000: Trixie
- 2000: The Man Who Used to Be Me (Fernsehfilm)
- 2002: Heart Attack – Die Bombe im Körper (Dead in a Heartbeat, Fernsehfilm)
- 2002: The Stickup
- 2002: X-Factor: Das Unfassbare (Beyond Belief: Fact or Fiction, Fernsehserie, Episode 4x05)
- 2002: Due East (Fernsehfilm)
- 2002: Tür zu Tür (Door to Door, Fernsehfilm)
- 2003: Ein Schlitzohr namens Santa Claus (Stealing Christmas, Fernsehfilm)
- 2006: Her Fatal Flaw (Fernsehfilm)
- 2006: Rapid Fire – Der Tag ohne Wiederkehr (Rapid Fire, Fernsehfilm)
- 2006: Home by Christmas (Fernsehfilm)
- 2007: Hot Rod – Mit Vollgas durch die Hölle (Hot Rod)
- 2008: Mr. Troop Mom – Das verrrückte Feriencamp (Mr. Troop Mom, Fernsehfilm)
- 2009: Entführt – Du gehörst zu uns! (Do You Know Me, Fernsehfilm)
- 2009: Sight Unseen
- 2010: Zahnfee auf Bewährung (Tooth Fairy)
- 2010: Trading Christmas (Fernsehfilm)
- 2010: Flicka 2 – Freunde fürs Leben (Flicka 2)
- 2011: Taken from Me: Hölle für eine Mutter (Taken from Me: The Tiffany Rubin Story, Fernsehfilm)
- 2011: Space Transformers – Angriff aus dem All (Iron Invader, Fernsehfilm)
- 2011: Time after Time (Fernsehfilm)
- 2011: Christmas Lodge (Fernsehfilm)
- 2012: Love at the Thanksgiving Day Parade (Fernsehfilm)
- 2014: Mission Weihnachtsmann (Santa Hunters, Fernsehfilm)
- 2015: Red Machine – Hunt or Be Hunted (Into the Grizzly Maze)
- 2015: The Wedding Dress (Fernsehfilm)
- 2016: Hochzeit für die Ex (The Wedding March, Fernsehfilm)
- 2016: Army of One: Ein Mann auf göttlicher Mission (Army of One)
- 2016: Mein Fake Date (The Mistletoe Promise, Fernsehfilm)
- 2017: Mister Before Sister (The Layover)
- 2017: Same Time Next Week (Fernsehfilm)
- 2017: Geteilte Weihnacht (Christmas Getaway, Fernsehfilm)
- 2018: Love in Design (Fernsehfilm)
- 2018: Falling for You – Ein Kuchen für zwei (Falling for You, Fernsehfilm)
- 2017–2023: Riverdale (Fernsehserie, 71 Episoden)
- 2018: Marrying Father Christmas (Fernsehfilm)
- 2018: Road to Christmas (Fernsehfilm)
- 2019: Mystery 101 (Fernsehfilm)
- 2019: A Taste of Summer (Fernsehfilm)
- 2019: A Family Christmas Gift (Fernsehfilm)
- 2019: Nur noch Weihnachten im Kopf (Christmas on My Mind, Fernsehfilm)
- 2020: Liebe garantiert (Love, Guaranteed)
- 2020: Christmas on the Vine (Fernsehfilm)
- 2020: Einsatz für Dr. Christmas (The Christmas Doctor, Fernsehfilm)
- 2021–2022: Resident Alien (Fernsehserie, 6 Episoden)

## Synchronisationen (Auswahl)
- 1990: Dragon Ball Z – The Movie: Die Entscheidungsschlacht (Doragon Bōru Zetto Chikyū Marugoto Chōkessen/地球まるごと超決戦, Zeichentrickfilm)
- 1990–1991: Die neuen Abenteuer des He-man (The New Adventures of He-Man, Zeichentrickserie, 65 Episoden, verschiedene Charaktere)
- 1990–1992: G.I. Joe (Zeichentrickserie, 39 Episoden, verschiedene Charaktere)
- 1993–1994: Double Dragon (Zeichentrickserie, 25 Episoden, verschiedene Charaktere)
- 1994: Exosquad (Zeichentrickserie, 19 Episoden)
- 1994–1996: Hurricanes (Zeichentrickserie, 7 Episoden)
- 1995–1996: Skysurfer Strike Force (Zeichentrickserie, 13 Episoden)
- 1996: EscaFlowne (Tenkû no Esukafurône/天空のエスカフローネ, Zeichentrickserie, 19 Episoden)
- 1996–2003: Dragon Ball Z (Doragon Bōru Z/ドラゴンボールZ, Zeichentrickserie, 61 Episoden)
- 1998–1999: RoboCop: Alpha Commando (Zeichentrickserie, 40 Episoden)
- 1999–2001: Sherlock Holmes in the 22nd Century (Zeichentrickserie, 26 Episoden)
- 2000–2003: Inu Yasha (Sengoku Otogizōshi/戦国御伽草子「犬夜叉」, Zeichentrickserie, 4 Episoden)
- 2001–2002: Alienators: Evolution Continues (Zeichentrickserie, 17 Episoden)
- 2002–2003: Transformers: Armada (Transformers: Armada/超ロボット生命体トランスフォーマー マイクロン伝説, Zeichentrickserie, 47 Episoden)
- 2003: Gadget and the Gadgetinis (Zeichentrickserie, 51 Episoden)
- 2004: Transformers: Superlink (Toransufōmā: Sūpārinku/トランスフォーマー スーパーリンク, Zeichentrickserie, 32 Episoden)